# Nipponoserica pubiventris
Nipponoserica pubiventris är en skalbaggsart som beskrevs av Shuhei Nomura 1976. Nipponoserica pubiventris ingår i släktet Nipponoserica och familjen Melolonthidae. Inga underarter finns listade i Catalogue of Life.